# Eurema ada
Eurema ada, (ban đầu được gọi là Terias ada), là một loài bướm ngày thuộc chi Eurema. Nó được tìm thấy ở bắc Borneo và được miêu tả vào năm 1871. Sải cánh dài 35mm.

## Phụ loài đã biết
Các phụ loài đã biết bao gồm:
- Eurema ada choui (Gu, 1994)
- Eurema ada indosinica (Yata, 1991)
- Eurema ada iona (Talbot, 1939)
- Eurema ada prabha (Fruhstorfer)
- Eurema ada toba (de Nicéville)
- Eurema ada varga (Fruhstorfer)
- Eurema ada yaksha (Fruhstorfer)